# Odynerus ardens
Odynerus ardens är en stekelart som beskrevs av Guérin. Odynerus ardens ingår i släktet lergetingar, och familjen Eumenidae. Utöver nominatformen finns också underarten O. a. junodi.